# 勒爾山脈
74°24′S 64°5′W / 74.400°S 64.083°W
勒爾山脈（英語：Rare Range）是南極洲的山脈，位於帕爾默地，處於韋特莫爾冰川和歐文冰川之間，由美國探險隊發現，現時由南極條約體系管理。